# Torneo de Montpellier 2012
El Torneo de Montpellier es un evento de tenis que se disputa en Montpellier, Francia,  se jugará entre el 30 de enero y el 5 de febrero de 2012.

## Campeones
- Individuales masculinos:  Tomáš Berdych derrota a  Gael Monfils por 6-2, 4-6, 6-3.

- Dobles masculinos:  Nicolas Mahut /  Edouard Roger-Vasselin derrotan a  Jamie Murray /  Paul Hanley por 6-4, 7-6(4).